# Dan Fogelberg
Daniel "Dan" Grayling Fogelberg (13. august 1951 i Peoria, Illinois – 16. december 2007 i Maine), var en amerikansk sanger, sangskriver og musiker.
Fogelbergs største hit var "Longer" fra 1979 som nåede amerikanske Billboard-listens andenplads.